# Alternanthera brasiliana
Alternanthera brasiliana (L.) Kuntze, também conhecida como "penicilina", "perpétua do mato", "perpétua branca" ou "terramicina", é uma espécie de planta da família Amaranthaceae que é nativa das Américas do Sul e Central.
É muito utilizada como planta ornamental, mas também apresenta propriedades medicinais.

## Descrição
A. brasiliana é uma planta de porte herbáceo terrícola, atingindo geralmente até 1 metro de altura.
As folhas são membranáceas, pecioladas, com lâmina foliar oval ou elíptica e ápices agudos. São concolores ou descolores, verdes ou vermelho-púrpura perto do centro e rosa vibrante ao longo da margem da folha.

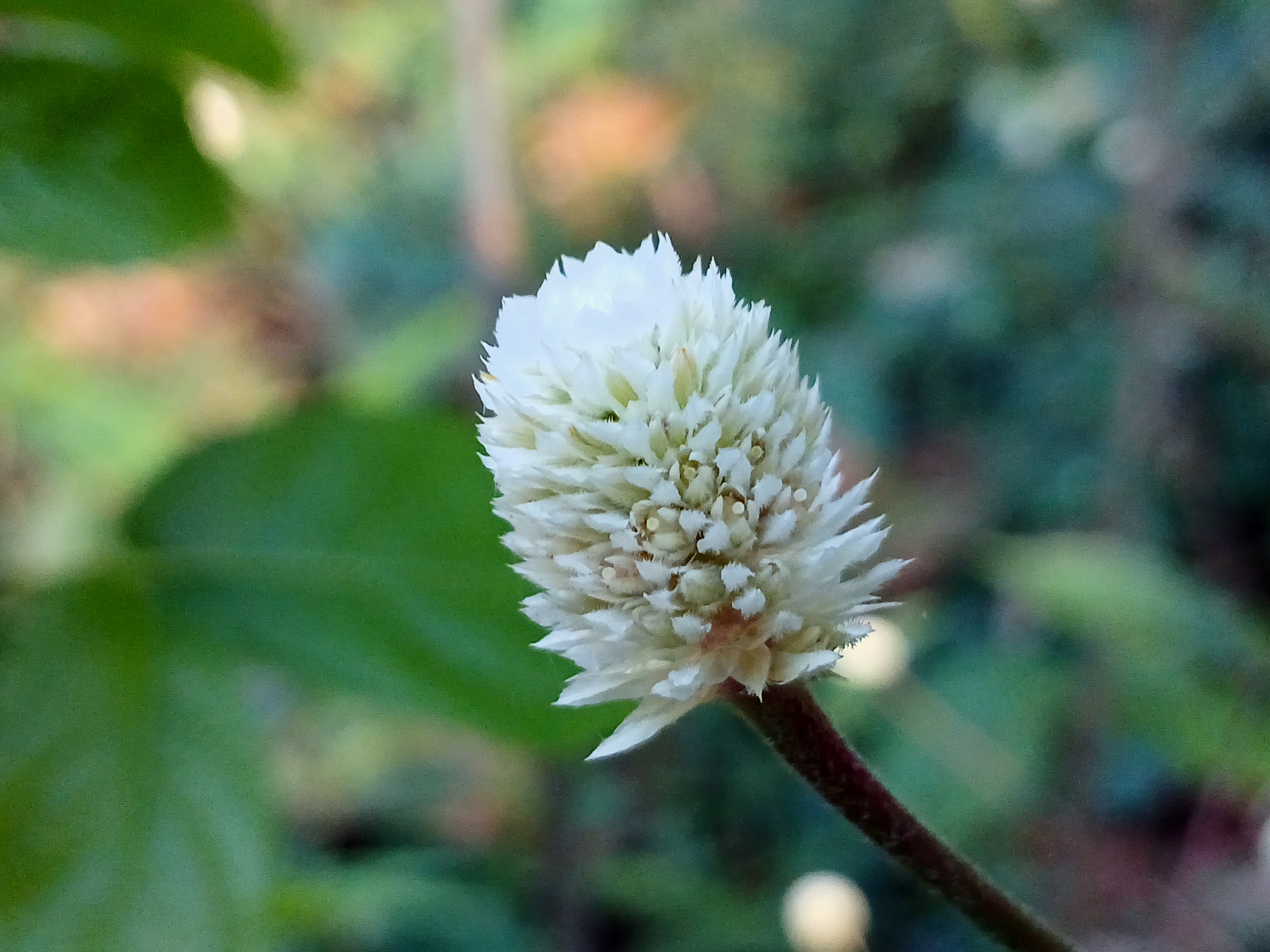
Flores de A. brasiliana.

Suas inflorescências são pedunculadas frondosas ou não, quando frondosa, em geral apresentam folhas menores nos verticilos das ramificações dos paracladios. Flores brancas ou amareladas, possuindo entre 3-6 mm de comprimento. O androceu conta com 5 estames e estigma papiloso.
Os frutos possuem entre 4 e 6 mm com pericarpo ornamentado. As sementes são elípticas.

## Etnobotânica
No Brasil, A. brasiliana é amplamente utilizada com fins terapêutico, com as folhas da planta representando a parte mais usada na medicina popular. As principais atividades atribuídas à espécie são a analgésica e anti-inflamatória.
Estudos também já demonstraram outras atividades biológicas de A. brasiliana, tais como efeito cicatrizante, antioxidante e antibacteriano.

## Cultivo
Espécie de cultivo relativamente simples, adaptando-se preferencialmente a solos argilosos, ricos em matéria orgânica e com boa drenagem. Após o estabelecimento, demonstra alta tolerância à deficiência hídrica, embora possa apresentar sinais de murchamento sob condições de estresse hídrico extremo. Recomenda-se a realização de podas apicais periódicas a fim de promover o desenvolvimento de uma morfologia mais densa e compacta, favorecendo o perfil arquitetônico da planta.
A coloração avermelhada da folhagem é intensificada sob condições de alta luminosidade (sol pleno). Em ambientes com menor incidência de luz, a planta tende a adquirir tonalidade predominantemente esverdeada. A propagação pode ser realizada tanto por sementes quanto por estaquia de ramos, sendo esta última preferencialmente conduzida na primavera, com enraizamento em recipientes contendo substrato adequado ou diretamente em meio aquoso.